# Harold Macmillan
Harold Macmillan OM (Chelsea, 1894. február 10. – Sussex, 1986. december 29.) brit konzervatív politikus, 1957 és 1963 között az Egyesült Királyság miniszterelnöke.

## Fiatalkora
Londonban született. Iskoláit Etonban és Oxfordban, a Balliol Collage-ban végezte. Az első világháború alatt a nyugati fronton szolgált, három alkalommal megsebesült.

## Politikai pályafutása
1924-ben választották meg először a Konzervatív Párt parlamenti képviselőjének. 1951-ben Winston Churchill választási győzelme után bekerült a kormányba mint lakásügyi miniszter, 1954–55-ben hadügy-, 1955-ben külügyminiszter volt. Churchill visszavonulása után az új miniszterelnök, Anthony Eden 1955 decemberében átalakította a kormányt, és Macmillan a pénzügyi tárcát kapta (1955–57). Eden megbetegedése és lemondása után 1957. január 10-től ő vette át a kormány irányítását. Szenvedélyesen érdeklődött a külügyek iránt. Elsődleges célja a szuezi válság miatt meggyengült amerikai–brit kapcsolatok megerősítése volt. 1959 februárjában ő volt az első nyugati kormányfő, aki a -Szovjetunióba látogatott. Igyekezett közvetítő szerepet játszani a két szuperhatalom között. Miniszterelnöksége idején zajlott a kubai rakétaválság.
Macmillan tette az első kísérletet a szigetországnak Nyugat-Európával fennálló kapcsolatai átalakítására. Miután a szabadkereskedelmi övezet tervét nem tudta keresztülvinni, tárgyalásokat kezdett több kisebb országgal, és 1960 januárjában Stockholmban létrehozták az Európai Szabadkereskedelmi Társulást (EFTA). Nem bízott ennek sikerében, inkább szerette volna az Egyesült Királyságot is bevinni az EGK-ba, az USA-hoz való szoros kötődése miatt azonban ezt De Gaulle francia elnök megakadályozta. Meghatározó szerepet játszott az atomcsend szerződés (1963) létrehozásában. Hivatali ideje alatt ment végbe a brit gyarmati birodalom dekolonizációja.
1963. október 18-án betegsége miatt lemondott. A korábbi külügyminiszter, az arisztokrata Alec Douglas-Home követte a kormányfői székben.